# Kepler-37c
Kepler-37c – planeta pozasłoneczna orbitująca wokół gwiazdy Kepler-37. Jej średnica wynosi około trzech czwartych średnicy Ziemi, okres orbitalny wynosi 21,3 dnia. Najprawdopodobniej jest planetą skalistą.
| Ziemia | Kepler-37c |
| ------ | ---------- |
|        |            |